# Reino Häyhänen
Reino Häyhänen (en russe : Рейно Хейханен), né le 14 mai 1920 à Kaskisaari et mort le 17 février 1961 en Pennsylvanie) est un officier soviétique du renseignement.
Membre du KGB, il fait défection de l'Union des républiques socialistes soviétiques (URSS) aux États-Unis en mai 1957. Il fournit des informations sur les activités d'espionnage soviétiques qui ont permis la résolution de l'affaire Hollow Nickel (en) du Federal Bureau of Investigation (FBI) et ont conduit à l'arrestation de son partenaire du KGB William Fisher (mieux connu sous le nom d'emprunt de Rudolf Abel) et d'autres espions soviétiques aux États-Unis et au Canada.

Après sa défection et sa trahison, le traitre Häyhänen (décrit par l'avocat de Rudolf Abel comme : "menteur professionnel, alcoolique pathologique, bigame et voleur") vit quelques années dans le New Hampshire sous la protection de la CIA. Cependant, étant donné la gravité de sa trahison, il est hautement probable que les agences de renseignement soviétiques ne l'aient pas oublié... Or, il meurt le 17 février 1961 dans un accident de voiture, décrit par l'auteur Phillip J. Bigger comme "mystérieux", moins de 4 ans après sa trahison !